# Bonatitan reigi
Il bonatitan (Bonatitan reigi) è un dinosauro erbivoro appartenente ai sauropodi. Visse nel Cretaceo superiore (Campaniano/Maastrichtiano, circa 72 milioni di anni fa). I suoi resti fossili sono stati ritrovati in Argentina.

## Classificazione
Questo dinosauro, descritto per la prima volta nel 2004, è conosciuto grazie a uno scheletro incompleto, comprendente una scatola cranica e numerose vertebre caudali. Alcune caratteristiche delle vertebre lo denotano come un rappresentante dei titanosauri, il gruppo di sauropodi più diffuso nel Cretaceo. In particolare, Bonatitan sembrerebbe essere stato un rappresentante della famiglia dei saltasauridi, che raggruppa i titanosauri più evoluti e specializzati, alcuni dei quali dotati di armatura dermica. Bonatitan doveva essere un sauropode di dimensioni modeste (la lunghezza non doveva oltrepassare i 9 metri) e, come tutti i sauropodi, era un erbivoro dal corpo massiccio, arti colonnari e dotato di collo e coda lunghi. Il nome Bonatitan reigi onora due paleontologi argentini, José Fernando Bonaparte (Bonatitan significa appunto "titano di Bonaparte") e Osvaldo Reig. 